# Microstat

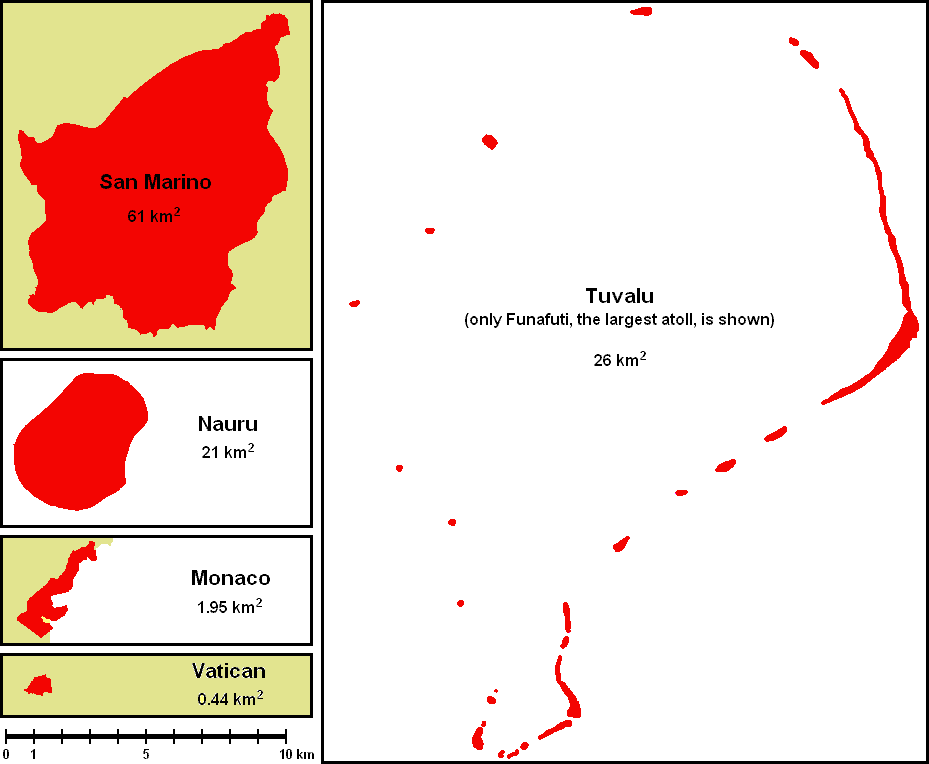
Cele mai mici 5 state suverane din lume: Vatican, Monaco, Nauru, San Marino și Tuvalu, ilustrate la aceeași scală pentru comparație de mărime.

Microstatele sunt state independente (spre deosebire de „micronațiuni”, care nu sunt nici state, nici independente) cu o populație foarte mică sau o suprafață terestră redusă, dar de obicei amândouă caracteristicile sunt valabile.

## Lista microstatelor — după suprafață sau populație
| Loc | Țara                             | Suprafață(km2) | Populație | Densitate (pop./km2) | Capitala            | Continent | Sub-regiune ONU  |
| --- | -------------------------------- | -------------- | --------- | -------------------- | ------------------- | --------- | ---------------- |
| 1   | Vatican                          | 0,44 km2       | 1,000     | 1913.6               | Vatican             | Europa    | Europa de Sud    |
| 2   | Monaco                           | 2,02 km2       | 37,308    | 18469.3              | Monaco              | Europa    | Europa de Vest   |
| 3   | Nauru                            | 21 km2         | 9,488     | 451.8                | Yaren               | Oceania   | Micronezia       |
| 4   | Tuvalu                           | 26 km2         | 10,782    | 414.7                | Funafuti            | Oceania   | Polinezia        |
| 5   | San Marino                       | 61 km2         | 32,742    | 536.8                | San Marino          | Europa    | Europa de Sud    |
| 6   | Liechtenstein                    | 160 km2        | 37,313    | 233.2                | Vaduz               | Europa    | Europa de Vest   |
| 7   | Marshall Islands                 | 181 km2        | 70,983    | 392.2                | Majuro              | Oceania   | Micronezia       |
| 8   | Saint Kitts and Nevis            | 261 km2        | 51,538    | 197.5                | Basseterre          | America   | Caraibe          |
| 9   | Maldives                         | 298 km2        | 393,595   | 1320.8               | Malé                | Asia      | Asia de Sud      |
| 10  | Malta                            | 316 km2        | 412,655   | 1305.9               | Valletta            | Europa    | Europa de Sud    |
| 11  | Grenada                          | 344 km2        | 110,152   | 320.2                | Saint George's      | America   | Caraibe          |
| 12  | Saint Vincent and the Grenadines | 389 km2        | 102,918   | 264.6                | Kingstown           | America   | Caraibe          |
| 13  | Barbados                         | 430 km2        | 289,680   | 673.7                | Bridgetown          | America   | Caraibe          |
| 14  | Antigua și Barbuda               | 443 km2        | 91,295    | 206.1                | St. John's          | America   | Caraibe          |
| 15  | Seychelles                       | 455 km2        | 91,650    | 201.4                | Victoria            | Africa    | Africa de Est    |
| 16  | Palau                            | 459 km2        | 21,186    | 46.2                 | Ngerulmud           | Oceania   | Micronezia       |
| 17  | Andorra                          | 468 km2        | 85,458    | 182.6                | Andorra la Vella    | Europa    | Europa de Sud    |
| 18  | Saint Lucia                      | 616 km2        | 163,362   | 265.2                | Castries            | America   | Caraibe          |
| 19  | Federated States of Micronesia   | 702 km2        | 105,681   | 150.5                | Palikir             | Oceania   | Micronezia       |
| 20  | Singapore                        | 714 km2        | 5,888,926 | 8247.8               | Singapore           | Asia      | Asia de Sud-Est  |
| 21  | Tonga                            | 747 km2        | 106,440   | 142.5                | Nukuʻalofa          | Oceania   | Polinezia        |
| 22  | Dominica                         | 751 km2        | 73,449    | 97.8                 | Roseau              | America   | Caraibe          |
| 23  | Bahrain                          | 765 km2        | 1,140,942 | 1491.4               | Manama              | Asia      | Asia de Vest     |
| 24  | Kiribati                         | 811 km2        | 104,488   | 128.8                | Tarawa              | Oceania   | Micronezia       |
| 25  | São Tomé and Príncipe            | 964 km2        | 190,428   | 197.5                | São Tomé            | Africa    | Africa Centrală  |
| 26  | Samoa                            | 2.831 km2      | 196,628   | 69.5                 | Apia                | Oceania   | Polinezia        |
| 27  | Brunei                           | 5.765 km2      | 422,675   | 73.3                 | Bandar Seri Begawan | Asia      | Asia de Sud-Est  |
| 28  | Vanuatu                          | 12.189 km2     | 266,937   | 21.9                 | Port Vila           | Oceania   | Melanezia        |
| 29  | Bahamas                          | 13.880 km2     | 321,834   | 23.2                 | Nassau              | America   | Caraibe          |
| 30  | Belize                           | 22.966 km2     | 340,844   | 14.8                 | Belmopan            | America   | America Centrală |
| 31  | Islanda                          | 103.000 km2    | 317,351   | 3.1                  | Reykjavík           | Europa    | Europa de Nord   |

- Cu excepția Bahamas, Belize, Brunei, Iceland, Samoa și Vanuatu, toate țările au mai puțin de 1.000 km2.
- Cu excepția Bahrain și Singapore, toate țările au mai puțin de  500.000 populație.

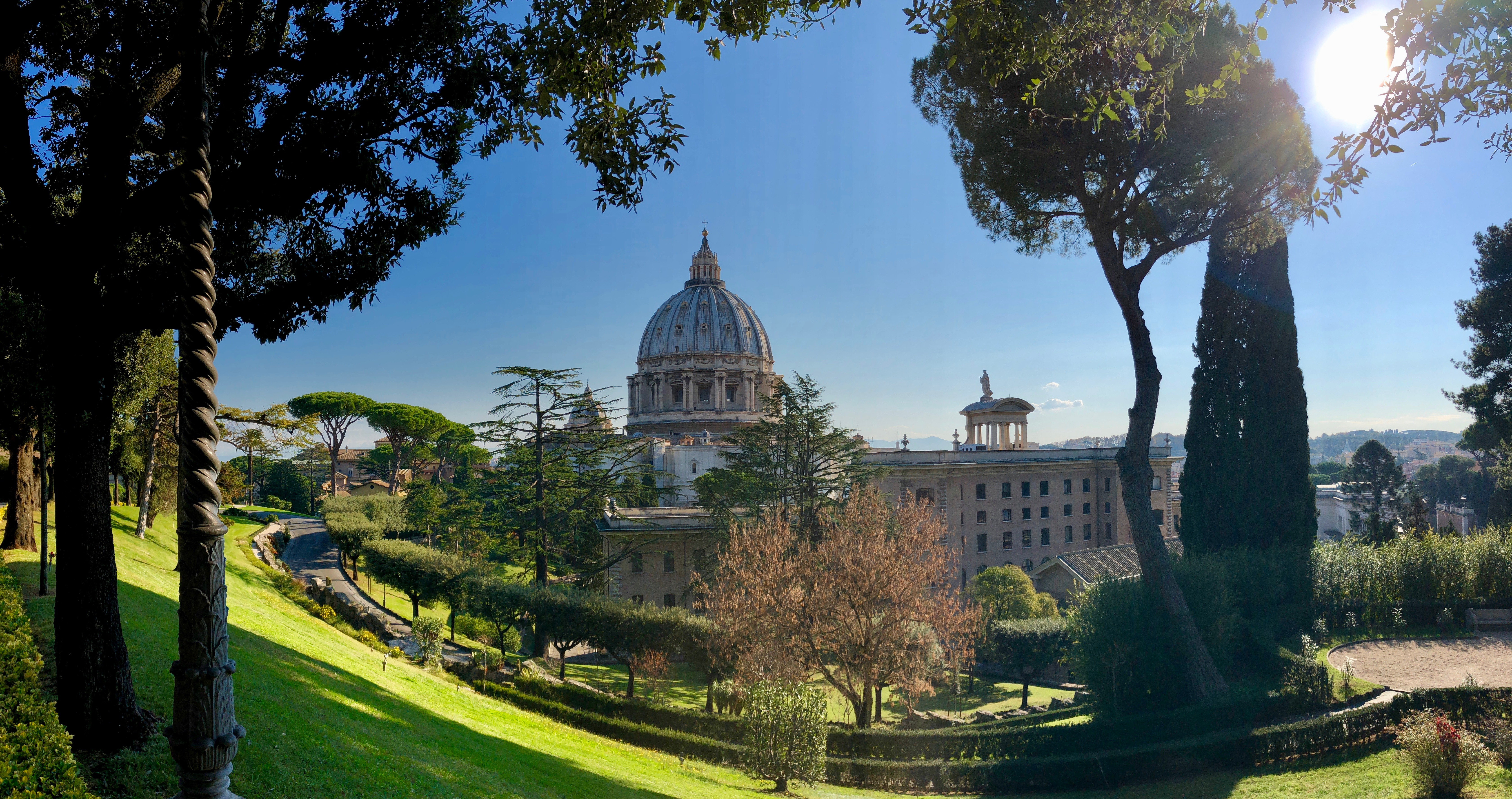
Vatican, cel mai mic microstat